# S&P Global
S&P Global Inc. (fino ad aprile 2016 McGraw Hill Financial, Inc., e prima ancora fino al 2013 McGraw Hill Companies) è una società statunitense con circa 17.000 dipendenti. Il gruppo di società offre diversi servizi finanziari. Ad esempio, l'agenzia di rating Standard & Poor's fa parte del McGraw Hill Financial Group. L'azienda è anche proprietaria di maggioranza del Dow Jones Industrial Average. L'azienda ha sede a New York City. L'azienda è quotata nell'S&P 500.

## Storia
La società è stata costituita nel 1917 dalla fusione delle società di media McGraw e Hill's Companies. L'azienda è diventata un importante gruppo di media. Nel 1966 l'azienda entra nel settore finanziario con l'acquisizione di Standard & Poor's.
Negli anni 2000, la società ha pubblicato media nei settori dell'istruzione, della televisione, della finanza e degli affari. Sono stati pubblicati molti specialisti e libri di testo, oltre a riviste: in particolare AviationWeek e BusinessWeek. Nel settembre 2011, le società McGraw-Hill hanno annunciato che stavano progettando di dividere la società. Nel corso della scissione, verranno create due società indipendenti, McGraw-Hill Financial con l'agenzia di rating Standard & Poor's e McGraw-Hill Education con la casa editrice. Nel novembre 2012, la divisione McGraw-Hill Education è stata venduta ad Apollo Management per 2,5 miliardi di dollari.

## Aree d'affari
- Standard & Poor's Ratings & Services
- S&P CapitalIQ
- S&P Dow Jones Indices
- Platts
- J.D. Power and Associates

## Presidenti dell'azienda
- 1909–1917 John A. Hill
- 1917–1928 James H. McGraw
- 1928–1948 Malcolm Muir
- 1948–1950 James McGraw, Jr.
- 1950–1953 Curtis W. McGraw
- 1953–1968 Donald C. McGraw
- 1968–1974 Shelton Fisher
- 1974–1983 Harold McGraw, Jr.
- 1983–1998 Joseph Dionne
- 1998–2013 Harold W. McGraw III
- 2013–2024 Douglas L. Peterson
- 2024- Martina Cheung

## Acquisizioni
Negli anni '90, McGraw-Hill ha acquisito NTC/Contemporary e gradualmente ha formato McGraw-Hill/Contemporary. Questa divisione è stata venduta a McGraw-Hill Education nel 2012.